# 白理惟
白理惟 （法語：Olivier Brandicourt, 1956年2月13日—）是一位法国企业家和医学家，過去曾担任赛诺菲首席執行官。目前為艾拉倫藥廠董事會成員之一，中文名叫白理惟。

## 生平
毕业于巴黎第五大学细胞和免疫病理生理学硕士专业和巴黎第十二大学生物学硕士专业，又在刚果共和国行医两年。之后在巴黎Pitié-SalpêtrièreHospital攻读医学八年，研究传染疾病和热带医药，以及西非和中非的疟疾研究。2000年加入辉瑞，最终做到初级保健事业部经理。。他曾担任辉瑞公司执行领导团队的成员，并负责引入胆固醇治疗立普妥。2007年他负责的胰岛素雾化吸入剂Exubera的上市失败。2013年至2015年担任拜耳医疗卫生公司CEO和董事会主席，主要负责领导该公司在全球的医疗保健产品，包括药品、消费者保健、动物保健和医疗保健业务。
2015年4月2日被任命为赛诺菲CEO。2015年11月，赛诺菲发布其2020年战略计划，包括结构重组为3个主要板块：糖尿病，心血管和疫苗。2016年5月，他宣布将公司管理层重新洗牌以适应其2020年战略计划。

## 争议
他的解雇金高达450万美元，受到法国农业部长Stéphane Le Foll和法国环境和能源部长塞戈莱纳·罗亚尔的批评。